# Михал Милан Харминц
Михал Милан Харминц (Кулпин, 7. октобар 1869 — Братислава, 5. јул 1964) је био један од најплоднијих словачких архитеката. Детињство је провео у породици грађевинских радника који су градили црквене зграде. Студирао је у Братислави архитектуру. Пројектовао је више од 300 зграда по целој Европи и више од 108 цркава. У његовом обимном делу се огледа развој архитектуре, од историзујућих стилова до модерне архитектуре као фазе кроз које пролази овај најплоднији словачки архитекта.

## Биографски подаци и дело
У Кулпину је завршио основну школу 1881. Године 1882. студирао је на немачкој школи у Буљкесу, а 1882—1883. на немачкој академији у Новом Саду. Године 1908. завршио је грађевинарски испит. Радио је у Будимпешти, а касније у Љиптовском Микулашу и Братислави. Одрастао је у Будимпешти где се као неискусан младић са седамнаест година својим радом и залагањем и у споју са талентом и тежњом за образовањем, постепено, од радничког занимања, кроз занатлијске испите и грађевинске испите, образује и стиче статус признатог нејмара у словачкој архитектури. У Словачкој је градио монументална здања, уздижући самопоуздање словачког народа и својим утицајем и деловањем помогао је и подигао на виши ниво велику породицу грађевинара, зидара и архитеката млађе генерације.
Градио је монументалне банке, музеје, санаторијуме, школе, болнице административне зграде, јавне зграде и посебно цркве за различите конфесије који стварају знатан део његовог дела у свим раздобљима у различитим стиловима, од историзујућих стилова па све до функционалистичких стилова савремене архитектуре са строгом једноставношћу и чистотом маса као и њиховог рашчлањивања.

## Значај
Више од 120 година од рођења архитекте Михала Милана Харминца је прилика да се увиди да је словачки народ већ и пре Првог светског рата учествовао у широком пољу стваралаштва а не само на пољу књижевности. Његово дело је пример развоја архитектуре од архајизујућег еклектицизма ка савременој архитектури и функционализму.

## Деловање
- 1886—1890. запослен у Фирми Нојшлос
- 1893—1894. цртач и пројектант код Јана Н. Бобола
- 1894—1897. рад у бироу код архитекта Шикенданца
- 1897—1915. власник пројектног и грађевинског бироа у Будимпешти
- 1915. у Липтовском Микулашу
- 1922—1951. архитекта у Братислави

## Најпознатији остварени пројекти Михала Милана Харминца
- Старо здање Словачког народног музеја у Мартину
- Санаторијум у Смоковецу
- Нова зграда Словачког народног музеја у Братислави
- Палата Словачке лиге са продавницама, биоскопом и административним зградама у Братислави
- Чернова